# Hôtel des Ducs de Bretagne (Ploërmel)
Pour les articles homonymes, voir Hôtel des Ducs de Bretagne.
L'hôtel des Ducs de Bretagne (ou maison des Ducs de Bretagne, hôtel de l'Écu de France) est un hôtel particulier français situé à Ploërmel, dans le Morbihan, en région Bretagne.

## Situation
L'hôtel est situé à l'angle de la rue Beaumanoir et de la rue des Douves.

## Histoire
Le premier hôtel construit à son emplacement semble être bâti vers 1150. Son nom provient du fait que certains des ducs de Bretagne y ont séjourné et signé des actes jusqu'au XIVe siècle,. Ils délaissent cette habitation au siècle suivant pour séjourner au couvent des Carmes,. La maison est alors vendue à un particulier, Jean Mouillard, en 1498. L'hôtel actuel date du XVIe siècle.
Au cours de l'histoire ducale, cette demeure a notamment accueilli, :
- en 1187, les assises du comte Geoffroy ;
- le 10 avril 1240, la signature de l'édit de Jean Ier chassant les Juifs du duché ;
- en 1309, les États de Bretagne ;
- en 1580, l'acte réformant la coutume.

Au XVIIe siècle, la demeure sert d'auberge et prend le nom d'hôtel de l'Écu de France.
L'hôtel est inscrit au titre des monuments historiques par arrêté du 9 juin 1925. La façade sur rue, la toiture et les cheminées sont ensuite classées par arrêté du 31 octobre 1931.

## Architecture

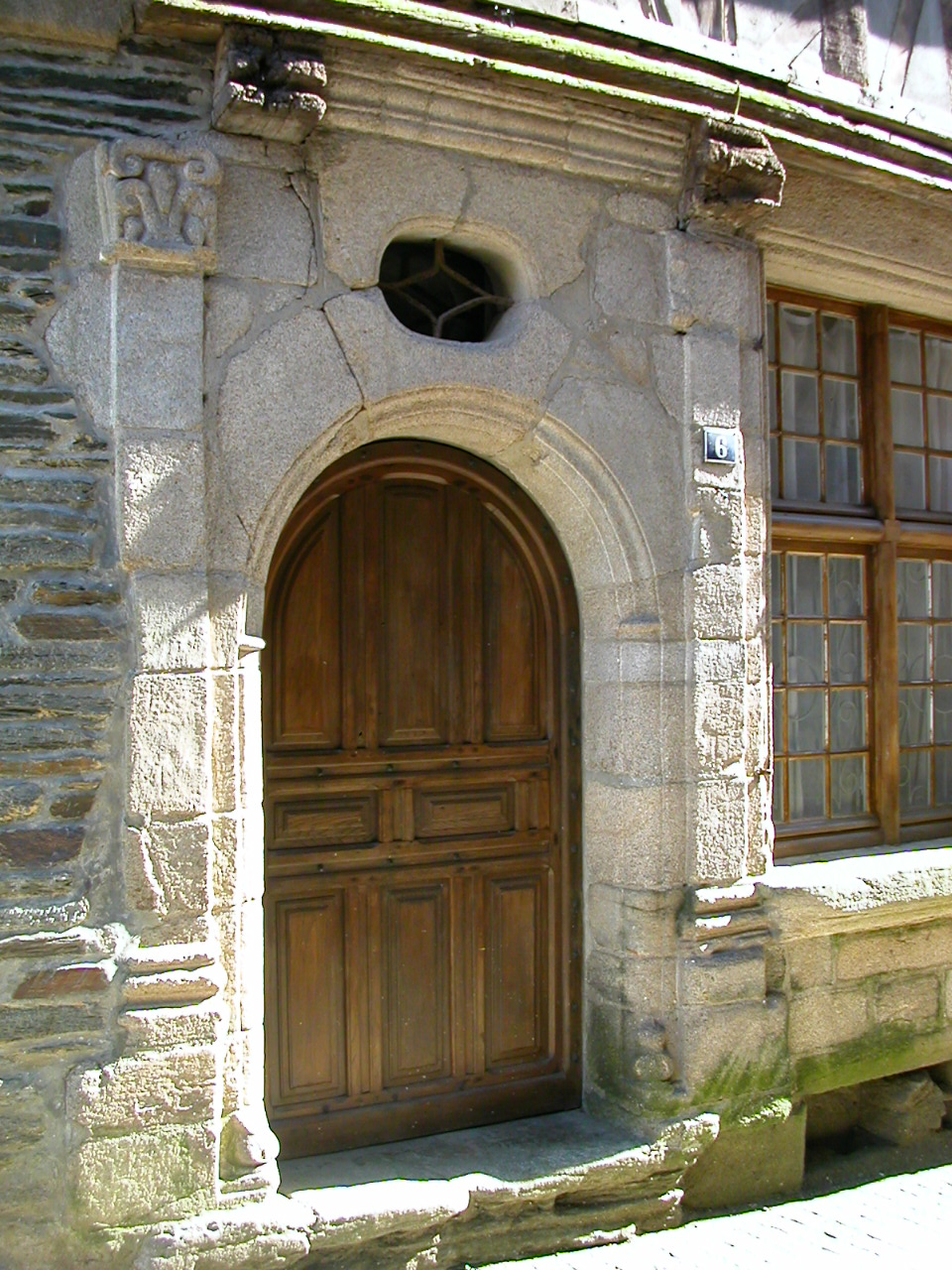
Portail d'entrée.

L'hôtel est composé de quatre pavillons. Le corps principal est bâti sur trois niveaux, auquel s'ajoutent les combles. Le soubassement du rez-de-chaussée est en pierres, tandis que la façade des étages est en pans de bois. La grande porte d'entrée, en plein cintre, est surmontée d'un œil-de-bœuf et accostée d'un pilastre coiffé d'un chapiteau composite. Deux grandes fenêtres rectangulaires ouvrent le premier étage. La façade occidentale (sur la rue des Douves) présente un caractère d'ancienne fortification, la demeure étant accolée au rempart de la ville.
Toutes les pièces, reliées entre elles par une galerie, sont dotées de cheminées, dont une (au rez-de-chaussée) porte les armes du duc de Mercœur. L'escalier à vis qui dessert les étages est situé à l'extérieur.

### Note
1. ↑  Constance en 1182, Geoffroy II en 1186, Jean Ier en 1240, Jean II en 1272, 1276 et 1294, Arthur II en 1309, Anne, Philippe-Emmanuel de Lorraine[2]